# リソウィキア

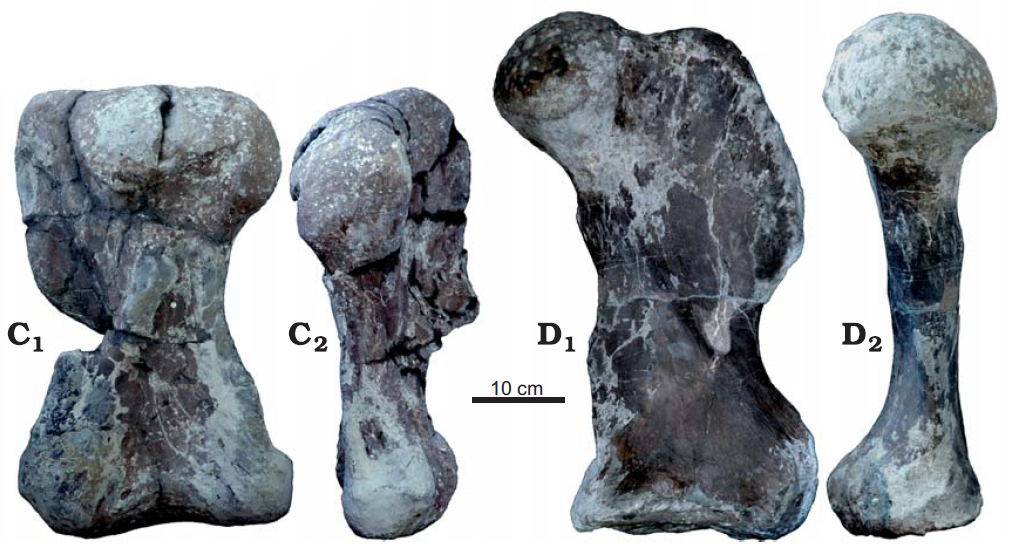
上腕骨と大腿骨

リソウィキア（学名：Lisowicia）は、後期三畳紀ノーリアン後期からレーティアン最初期にかけて現在のポーランドに生息したディキノドン類の単弓類の属。ゾウに匹敵する体躯および9トンと推定された体重を誇り、恐竜以外の三畳紀における地上性の四肢動物では最大であり、ディキノドン類であることが確定している中では最も新たな属である。本来は2008年に報告された。リソウィキアは前肢の解剖学的特徴がディキノドン類の中では特異的である。他のディキノドン類の属が半直立の姿勢を取るのに対し、リソウィキアは現生哺乳類と同様の直立姿勢を取り、四肢が体の真下に位置する。
リソウィキアはポーランドのシロンスク県 Lisowice 村にちなんで命名され、唯一知られている標本がそこで発見されている。種小名 bojani は、比較解剖学と古生物学の分野で先駆者として活動したドイツの物理学者兼博物学者 Ludwig Heinrich Bojanus (1776-1827) の名誉を称えたものである。

## 古生態学

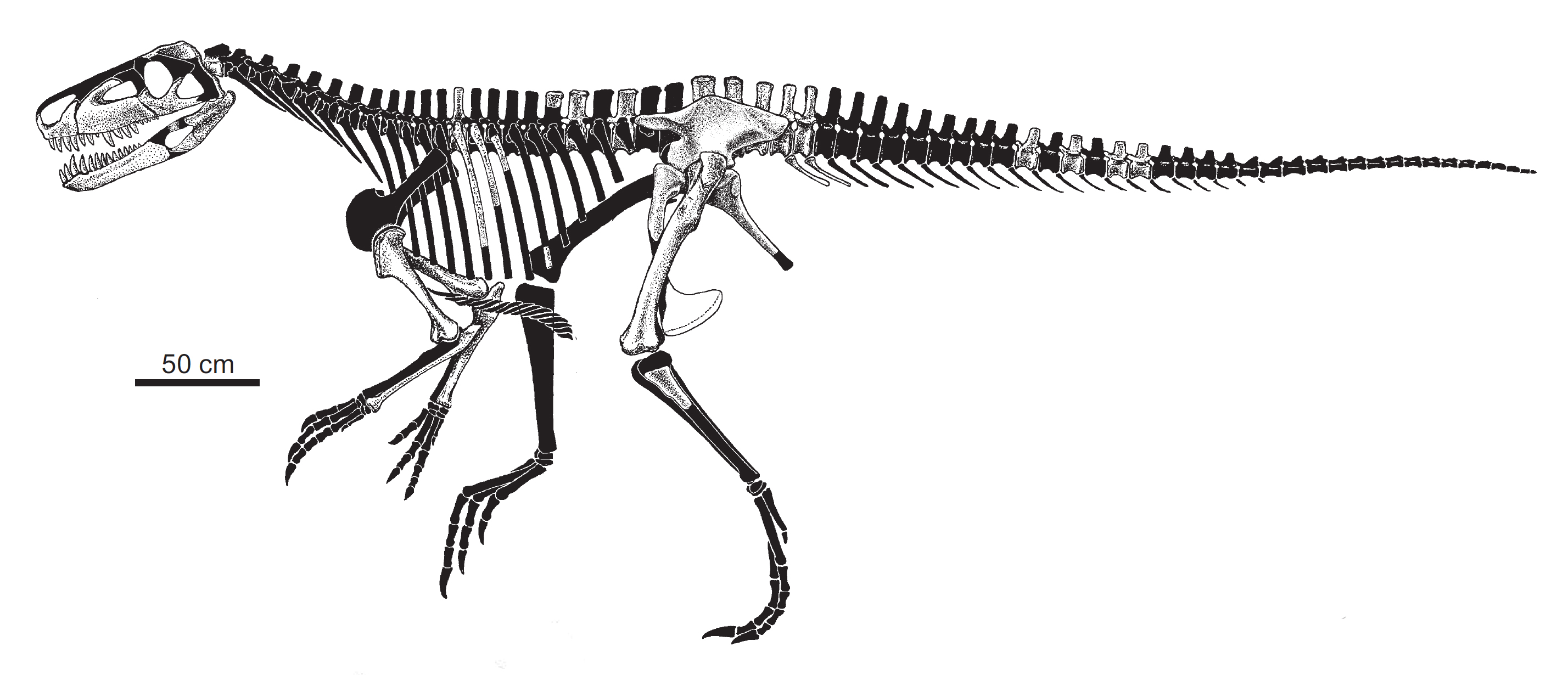
リソウィキアの生息地域の頂点捕食者と考えられるスモク

リソウィキアは他の多くのディキノドン類と同じく植物食性であり、糞石からは主に柔らかい植物や針葉樹の葉を食べたということが分かっている。
リソウィキアの化石が知られるLisowice siteのLipie Śląskie clay pitからは、大型の分類不詳の主竜類であるスモク（Smok）や小型の獣脚類、分椎類（キクロトサウルスの一種、ゲロトラックスに近縁の種）、シレサウルスに近縁の恐竜形類などが知られる。一部のリソウィキアの骨にはスモクの歯列と一致する噛跡が確認されており、その多くは子供のものであることから、スモクはリソウィキアの子供を優先的に捕食していたのではないかと示唆されている。